# Segura de León
Segura de León község Spanyolországban, Badajoz tartományban. Segura de León Fuente de Cantos, Cabeza la Vaca, Fuentes de León, Bodonal de la Sierra, Fregenal de la Sierra és Valencia del Ventoso községekkel határos. Lakosainak száma 1792 fő (2024).

## Népesség
A település népessége az utóbbi években az alábbiak szerint változott:
| Lakosok száma | 2283 | 2214 | 2191 | 2140 | 2089 | 2052 | 1991 | 1889 | 1834 | 1792 |
|               | 2001 | 2004 | 2006 | 2009 | 2011 | 2014 | 2016 | 2019 | 2021 | 2024 |